# Kiểm duyệt TikTok

Lệnh cấm TikTok.

Nhiều tổ chức chính phủ và doanh nghiệp tư nhân đã áp đặt hoặc cố gắng áp đặt các lệnh cấm đối với dịch vụ truyền thông xã hội TikTok. Các quốc gia như Ấn Độ và Hoa Kỳ đã bày tỏ quan ngại về quyền sở hữu ứng dụng của công ty Trung Quốc, ByteDance và cố gắng cấm ứng dụng này khỏi các cửa hàng ứng dụng. Nhiều quốc gia như Indonesia và Bangladesh đã cấm cửa ứng dụng với lý do lo ngại nội dung khiêu dâm, trong khi các quốc gia khác như Armenia và Azerbaijan đã thực hiện những hạn chế để giảm thiểu sự lan truyền thông tin dẫn đến xung đột. Syria đã cấm hoàn toàn ứng dụng với cáo buộc gây ra nạn buôn người vào châu Âu và các nước khác thông qua biên giới chung với Thổ Nhĩ Kỳ.

TikTok bị chặn trên các thiết bị của chính phủ
TikTok trước đây bị chặn đối với tất cả người dùng
TikTok hiện đang chặn đối với tất cả người dùng
TikTok quốc tế bị chặn và Douyin được sử dụng thay thế

## Ấn Độ

### Lệnh cấm năm 2019
Vào ngày 3 tháng 4 năm 2019, Tòa án Tối cao Madras, trong khi xét xử vụ kiện tụng vì lợi ích công ở Ấn Độ, đã yêu cầu Chính phủ Ấn Độ cấm ứng dụng TikTok, với lý do ứng dụng này "khuyến khích nội dung khiêu dâm" và hiển thị "nội dung không phù hợp". Tòa án cũng cho rằng trẻ vị thành niên sử dụng ứng dụng này có nguy cơ trở thành mục tiêu của những kẻ ham muốn tình dục. Tòa án tiếp tục yêu cầu các phương tiện truyền thông đại chúng không phát sóng bất kỳ video nào từ ứng dụng. Người phát ngôn của TikTok tuyên bố rằng bản thân đang tuân thủ luật pháp địa phương và đợi bản sao lệnh của tòa án trước khi ra quyết định. Vào ngày 7 tháng 4, cả Google và Apple Inc. đều đã xóa TikTok khỏi Google Play và App Store. Khi tòa án từ chối xem xét lại lệnh cấm, công ty TikTok đã tuyên bố rằng nền tảng đã xóa hơn 6 triệu video vi phạm nguyên tắc và chính sách nội dung của ứng dụng.
Vào ngày 25 tháng 4 năm 2019, lệnh cấm đã được dỡ bỏ sau khi Tòa án Tối cao Madras thay đổi quyết định của mình sau lời yêu cầu từ nhà phát triển của TikTok là ByteDance. Trong tuyên bố chính thức với giới truyền thông, TikTok cho biết, "Chúng tôi cam kết sẽ liên tục nâng cao các tính năng an toàn của mình như một minh chứng cho cam kết không ngừng nghỉ của chúng tôi với người dùng ở Ấn Độ". Lệnh cấm TikTok của Ấn Độ có thể đã khiến ứng dụng này mất đi 15 triệu người dùng mới.

### Lệnh cấm năm 2020
TikTok, cùng với 58 ứng dụng khác đến từ Trung Quốc, Bộ Điện tử và Công nghệ thông tin Ấn Độ cấm hoàn toàn từ ngày 29 tháng 6 năm 2020, với tuyên bố cho rằng chúng "gây phương hại đến chủ quyền và toàn vẹn lãnh thổ, quốc phòng, an ninh quốc gia và trật tự công cộng của Ấn Độ". Lệnh cấm được cho là để đáp trả lại cuộc xung đột quân sự giữa quân đội Ấn Độ và Trung Quốc trong đợt tranh chấp lãnh thổ dọc theo biên giới chung giữa Ladakh và miền Tây Trung Quốc. Sau một cuộc giao tranh trước đó giữa quân đội hai quốc gia đông dân nhất trên thế giới vào năm 2017, Ấn Độ cũng đã yêu cầu xóa bỏ hàng chục ứng dụng Trung Quốc khỏi thiết bị vì lo ngại an ninh quốc gia. Các ứng dụng như Sina Weibo, UC Browser và Shareit đều đã bị gỡ bỏ từ đó đến thời điểm này.
Chính phủ Ấn Độ cho biết quyết định cấm các ứng dụng này là "để bảo vệ dữ liệu và quyền riêng tư của 1,3 tỷ công dân của họ" và ngăn chặn công nghệ "đánh cắp và lén lút truyền dữ liệu của người dùng trong các máy chủ trái phép bên ngoài Ấn Độ". Dev Khare, một đối tác liên doanh Lightspeed India nói rằng mặc dù lệnh cấm ứng dụng của Ấn Độ là một bước đi "dễ chịu" theo chủ nghĩa dân túy, nhưng ông không coi đó là điều xấu vì "đó là điều mà Trung Quốc đã làm lâu rồi" và "phần còn lại của thế giới có quyền làm điều đó với Trung Quốc".

## Hoa Kỳ

### Chính quyền Trump
Vào năm 2020, chính phủ Hoa Kỳ đã thông báo về việc đang xem xét cấm nền tảng mạng xã hội Trung Quốc TikTok theo yêu cầu của tổng thống Hoa Kỳ lúc bấy giờ là Donald Trump, ông đã coi ứng dụng này là mối đe dọa an ninh quốc gia. Kết quả là công ty sở hữu của TikTok, ByteDance — ban đầu dự định bán một phần nhỏ TikTok cho một công ty Mỹ — đã đồng ý thoái vốn khỏi TikTok để ngăn chặn lệnh cấm ở Hoa Kỳ và ở các quốc gia khác, nơi mà các hạn chế đến ứng dụng cũng đang được xem xét do lo ngại về vấn đề quyền riêng tư, do liên quan đến quyền sở hữu bởi một công ty có trụ sở tại Trung Quốc.
TikTok sau đó đã công bố kế hoạch đệ trình hành động pháp lý thách thức các lệnh cấm giao dịch với các công ty Hoa Kỳ. Vụ kiện chống lại lệnh của chính quyền Trump đã được đệ trình vào ngày 24 tháng 8 và cho rằng lệnh này được thúc đẩy bởi nỗ lực của ông nhằm tăng cường người ủng hộ cho nỗ lực tái tranh cử nhắm vào Trung Quốc. Một vụ kiện riêng biệt khác được người quản lý chương trình kỹ thuật của TikTok tại Hoa Kỳ, Patrick Ryan, đệ trình cùng ngày nhằm tố cáo Tổng thống Trump và Bộ trưởng Thương mại Hoa Kỳ Wilbur Ross, lập luận rằng các quyền hợp pháp của anh đã bị vi phạm và lệnh cấm là hành vi "vi hiến" tài sản của Ryan theo Tu chính án thứ năm; đơn kiện cũng tuyên bố hành động của Trump có thể là đòn trả đùa vì những trò đùa của TikTok nhắm vào cuộc vận động tranh cử ngày 20 tháng 6.
Bấy giờ, công ty công nghiệp Hoa Kỳ Microsoft đã đề xuất ý tưởng mua lại thuật toán của TikTok và công nghệ trí tuệ nhân tạo khác, nhưng đã bị ByteDance từ chối vì các CEO của công ty này lo ngại rằng việc đó có thể sẽ bị chính phủ Trung Quốc phản đối, vốn đã chỉ trích lệnh của chính quyền Trump.

### Chính quyền Biden
Vào ngày 9 tháng 6 năm 2021, Chính quyền Biden đã ban hành Sắc lệnh hành pháp 14034, "Bảo vệ dữ liệu nhạy của của người Mỹ khỏi đối thủ nước ngoài" ("EO 14034"). EO 14034 đã hủy bỏ ba Sắc lệnh hành pháp do cựu Tổng thống Donald Trump ký kết: Sắc lệnh hành pháp 13942, Sắc lệnh hành pháp 13943 và Sắc lệnh hành pháp 13971. Mặc dù các Sắc lệnh hành pháp này hiện đã bị thu hồi, nhưng EO 14034 của Chính quyền Biden đã kêu gọi các cơ quan liên quan bổ sung tiếp tục xem xét rộng rãi các ứng dụng thuộc sở hữu nước ngoài và thông báo cho Tổng thống về rủi ro mà các ứng dụng này gây ra cho dữ liệu cá nhân và an ninh quốc gia. Nhà Trắng cho biết trong một tuyên bố, "Chính quyền Biden cam kết thúc đẩy môi trường Internet mở, có thể tương tác, đáng tin cậy và an toàn; bảo vệ nhân quyền trực tuyến và ngoại tuyến; đồng thời hỗ trợ một ninh tế kỹ thuật số toàn cầu sôi động".

## Các quốc gia khác

### Afghanistan
Vào tháng 4 năm 2022, người phát ngôn của chính quyền Taliban tuyên bố ứng dụng này sẽ bị cấm vì "lừa dối thế hệ trẻ" và nội dung của TikTok "không phù hợp với luật Hồi giáo".

### Armenia
Vào tháng 10 năm 2020, người dùng TikTok ở Armenia đã báo cáo về việc ứng dụng không thể hoạt động mặc dù vẫn chưa xác nhận được liệu đây có phải là do sự can thiệp của chính phủ Armenia nhằm đáp trả các nguồn tin từ Azerbaijan sử dụng ứng dụng để truyền bá thông tin sai lệch về cuộc xung đột Nagorno-Karabakh hay không.

### Azerbaijan
Vào ngày 27 tháng 9 năm 2020, người dân Azerbaijan đã phát hiện hàng loạt ứng dụng mạng xã hội bị hạn chế, bao gồm TikTok, Facebook, Twitter, LinkedIn, YouTube và nhiều nền tảng khác. NetBlocks đã lên tiếng xác nhận về các hạn chế đối với những nền tảng xã hội và truyền thông thông qua Twitter. Theo Bộ Giao thông, Truyền thông và Công nghệ Azerbaijan, những hạn chế này nhằm "ngăn chặn các hành động khiêu khích quy mô lớn từ Armenia" do cuộc xung đột Nagorno-Karabakh diễn ra kéo dài.

### Bangladesh
Vào tháng 11 năm 2018, chính phủ Bangladesh đã chặn quyền truy cập Internet của ứng dụng TikTok như một phần trong công cuộc trấn áp các trang web khiêu dâm và cờ bạc. Bộ trưởng Bưu chính và Truyền thông Bangladesh, Mustafa Jabbar, cho biết, "[Chúng tôi] muốn tạo ra một môi trường Internet an toàn và bảo mật cho tất cả người dân Bangladesh, bao gồm cả trẻ em. Và đây là cuộc chiến của [chúng tôi] chống lại nội dung khiêu dâm. Và đây sẽ là một cuộc chiến liên tục".
Vào tháng 8 năm 2020, chính phủ Bangladesh đã yêu cầu TikTok xóa 10 video khỏi nền tảng được tải lên từ quốc gia này. Bộ trưởng Bộ bưu chính và Truyền thông nước này xác nhận TikTok "sẽ gỡ bỏ các video 'xúc phạm' được tải lên từ Bangladesh". Do đó, chính phủ nước này đã hủy bỏ lệnh cấm TikTok.
Vào tháng 6 năm 2021, Quỹ Pháp luật và Đời sống, một tổ chức nhân quyền tại quốc gia này đã đưa ra thông báo tới chính phủ Bangladesh yêu cầu cấm các ứng dụng "nguy hiểm và có hại" như TikTok, PUBG: Battlegrounds và Free Fire, nhưng không nhận được phản hồi. Ngay sau đó, các luật sư của Quỹ đã đệ đơn lên Tòa án tối cao, chia sẻ những quan ngại. Đến tháng 8 cùng năm, Tòa án tối cao đã khuyến khích chính phủ Bangladesh cấm các ứng dụng để "cứu trẻ em và thanh thiếu niên khỏi sự suy thoái về đạo đức và xã hội".

### Indonesia
Vào ngày 3 tháng 7 năm 2018, TikTok tạm thời bị cấm ở Indonesia sau khi chính phủ Indonesia cáo buộc TikTok chứa "nội dung khiêu dâm, nội dung không phù hợp và báng bổ". Rudiantra, Bộ trưởng Bộ Thông tin và Truyền thông Indonesia cho biết: "Ứng dụng này chứa rất nhiều nội dung tiêu cực và có hại, đặc biệt là đối với trẻ em" và nói thêm rằng "Một khi TikTok có thể đảm bảo với chúng tôi rằng họ có thể duy trì nội dung trong sạch, thì nó sẽ được mở trở lại". TikTok sau đó đã nhanh chóng đưa ra phản hồi bằng các hứa sẽ thuê 20 nhân viên để kiểm duyệt nội dung TikTok ở Indonesia, và lệnh cấm đã bị dỡ bỏ 8 ngày sau đó.

### Iran
Người dân Iran không thể truy cập TikTok vì những quy tắc của TikTok và cơ quan kiểm duyệt của Iran.

### Jordan
Vào ngày 17 tháng 12 năm 2022, Jordan đã thông báo lệnh cấm tạm thời đối với TikTok, sau cái chết của một sĩ quan cảnh sát trong cuộc đụng độ với người biểu tình.

### Pakistan
Trong vòng 15 tháng tính đến tháng 11 năm 2021, Cơ quan Viễn thông Pakistan (PTA) đã áp đặt và dỡ bỏ bốn lệnh cấm đối với TikTok.
Vào tháng 10 năm 2020, Pakistan đã ra lệnh cấm TikTok vì sở hữu nội dung "vô đạo đức, tục tĩu và thô tục". Lệnh cấm đã được thay đổi 10 ngày sau đó khi ByteDance tuyên bố sẽ xóa nội dung phản cảm trên TikTok và chặn những người dùng tải lên "nội dung đồi trụy và khiêu dâm".
Vào tháng 3 năm 2021, một tòa án cấp tỉnh, Lệnh của Tòa án Tối cao Peshawar đã trả lời đơn thỉnh cầu của một người dân tỉnh Punjab. Đơn kiến nghị tuyên bố nền tảng TikTok đang được sử dụng để thúc đẩy tội phạm và tôn vinh việc sử dụng ma túy lẫn vũ khí thông qua những video ngắn và kêu gọi PTA cấm ứng dụng này một lần nữa. Theo Sara Ali Khan, đại diện pháp lý của người dân Punjab, PTA đã xác nhận TikTok chưa chứng minh đầy đủ khả năng của họ trong việc kiểm duyệt nội dung "vô đạo đức" và "không đứng đắn". Mặc dù đã xóa hơn 6 triệu video từ tháng 1 năm 2021 đến tháng 3 năm 2021, nhưng PTA vẫn không hài lòng và cấm ứng dụng này một lần nữa. Đến tháng 4 năm 2021, PTA đã dỡ bỏ lệnh cấm sau khi TikTok đảm bảo sẽ "lọc và kiểm duyệt nội dung".
Vào ngày 28 tháng 6 năm 2021, Lệnh của Tòa án tối cao Sindh thúc giục PTA khôi phục lệnh cấm đối với TikTok vì cáo buộc "truyền bá hành vi vô đạo đức và tục tĩu". Đến ngày 30 tháng 6 năm 2021, PTA tiếp tục thông báo một lần nữa chặn quyền truy cập vào ứng dụng TikTok. 3 ngày sau, quyết định này đã được thay đổi.
Vào ngày 20 tháng 7 năm 2021, PTA đã lại ban lệnh cấm TikTok với lý do "liên tục có nội dung không phù hợp trên nền tảng và không thể gỡ bỏ nội dung đó". Theo một tuyên bố của PTA, "Do sự tham gia liên tục, ban quản lý cấp cao của nền tảng đã đảm bảo với PTA về cam kết thực hiện các biện pháp cần thiết để kiểm soát nội dung bất hợp pháp theo luật pháp địa phương và các chuẩn mực xã hội". Do đó, vào ngày 19 tháng 11 năm 2021, PTA đã đồng ý dỡ bỏ lệnh cấm của Pakistan đối với TikTok. PTA cho biết trong một tweet rằng họ "sẽ tiếp tục giám sát nền tảng này để đảm bảo rằng nội dung bất hợp pháp trái với luật pháp và các giá trị xã hội của Pakistan không được phổ biến".

### Syria
Syria đã cấm ứng dụng này vì các cáo buộc về các tài khoản được tạo ra với mục đích buôn lậu người sang Thổ Nhĩ Kỳ, qua biên giới Syria-Thổ Nhĩ Kỳ và Beirut qua biên giới Syria-Lebanon. Việc này đã có thể đưa người Syria đến Châu Âu, Bắc Mỹ và các quốc gia Châu Á và Trung Đông khác.